# Roland Steuk
Roland Steuk (ur. 5 marca 1959 w Berlinie) – niemiecki lekkoatleta, specjalista rzutu młotem, medalista mistrzostw Europy w 1978. W czasie swojej kariery reprezentował Niemiecką Republikę Demokratyczną.
Zwyciężył w rzucie młotem i zdobył srebrny medal w pchnięciu kulą na mistrzostwach Europy juniorów w 1977 w Doniecku.
Zdobył srebrny medal w rzucie młotem na mistrzostwach Europy w 1978 w Pradze, przegrywając jedynie z Jurijem Siedychem ze Związku Radzieckiego, a wyprzedzając Karla-Hansa Riehma z Republiki Federalnej Niemiec. Zajął 4. miejsce w tej konkurencji na igrzyskach olimpijskich w 1980 w Moskwie, 7. miejsce na mistrzostwach Europy w 1982 w Atenach oraz 12. miejsce na mistrzostwach świata w 1983 w Helsinkach. 
Steuk był sześciokrotnym mistrzem NRD w rzucie młotem w latach 1978–1983.
Trzykrotnie poprawiał rekord NRD w rzucie młotem do wyniku 78,14 m (30 czerwca 1978 w Lipsku). Jego rekord życiowy wynosił 79,90 m, ustanowiony 16 czerwca 1984 w Sofii.
Jego żona Martina Kämpfert również była znaną lekkoatletką, biegaczką średniodystansową.